# Тисс (автомат)
ОЦ-12 «Тисс» — российский автомат, разработанный в Тульском Центральном КБ спортивного и охотничьего оружия (ЦКИБ СОО) на базе АКС74У. Ключевое отличие — использование специальных дозвуковых патронов 9×39 мм (СП-5 и СП-6), что повлекло за собой изменения в стволе, надульном устройстве, габаритах зеркала затвора и магазине. Прицел и дульный тормоз-компенсатор также были изменены.

## История
Несколько сотен автоматов были переданы силовым структурам МВД, от которых была получена положительная оценка нового оружия: меньшие, чем у АКС74У, масса и склонность пуль к рикошету, возросшие кучность и останавливающее действие, лёгкость в обращении. Планировалось, что производство будет налажено на Тульском оружейном заводе (ТОЗ), однако этого так и не произошло. Наиболее популярным стал булл-пап-автомат «Гроза», разработанный спустя год на базе данного автомата.

## Индекс
В большинстве источников указано, что автомат имеет индекс «ОЦ-11», однако это индекс револьвера «Никель». Также существует фотография автомата с маркировкой «ОЦ-12».

## На вооружении
- Россия — незначительная часть автоматов до сих пор имеется на вооружении ряда подразделений МВД России.